# رایان هلد
رایان هلد (انگلیسی: Ryan Held؛ زادهٔ ۲۷ ژوئن ۱۹۹۵) یک شناگر اهل ایالات متحده آمریکا است.
از افتخارات وی میتوان به کسب مدال طلا ۱۰۰×۴ متر آزاد امدادی در بازی‌های المپیک تابستانی ۲۰۱۶ اشاره کرد.